# Klaus Dallibor
Klaus Dallibor (* 25. Januar 1936 in Königshütte) ist ein deutscher Medizinjournalist.

## Werdegang
Dallibor studierte Geschichte und Germanistik an den Universitäten Frankfurt am Main und Berlin und schloss mit dem Staatsexamen ab. In den Jahren 1969/70 war er Redakteur beim RIASin Berlin. Von 1970 bis 1974 war er Pressesprecher der Internationalen Atomenergie-Organisation (IAEO) in Wien. Er ging zur Deutschen Presse-Agentur (dpa) und war dort ab 1978 wissenschaftlicher Redakteur. Von 1984 bis 1990 war er Chefredakteur der Ärzte Zeitung. Er war außerdem Chefredakteur der Zeitschrift Leben – Magazin für das moderne Alter und des Trinkwasserjournals.

## Ehrungen
- Umschau-Preis
- Walter-Trummert-Medaille
- Upjohn-Fellowship